# Абітово
Абі́тово (рос. Абитово, башк. Әбет) — присілок у складі Мелеузівського району Башкортостану, Росія. Входить до складу Абітовської сільської ради.
Населення — 222 особи (2010; 279 в 2002).
Національний склад:
- башкири — 100%